# Salerno
Salerno (em latim: Salernum) é uma comuna italiana da região da Campania, província de Salerno, com cerca de 140.580 habitantes. Estende-se por uma área de 58,96 km², tendo uma densidade populacional de 2384,33 hab/km². Faz fronteira com Baronissi, Castiglione del Genovesi, Cava de' Tirreni, Giffoni Valle Piana, Pellezzano, Pontecagnano Faiano, San Cipriano Picentino, San Mango Piemonte, Vietri sul Mare.

## Demografia
| Variação demográfica do município entre 1861 e 2011                               |
|                                                                                   |
| Fonte: Istituto Nazionale di Statistica (ISTAT) - Elaboração gráfica da Wikipedia |